# Love & Peace
Love & Peace es el tercer álbum de estudio japonés y décimo álbum de estudio del grupo de chicas surcoreano Girls' Generation. El álbum fue lanzado para descarga digital el 10 de diciembre de 2013, en países seleccionados de Asia por Nayutawave Records (Universal Music Group), seguido de un lanzamiento físico en Japón al día siguiente. Este es su último álbum de estudio japonés con la miembro Jessica antes de su salida del grupo en 2014.
Tres sencillos fueron lanzados antes del lanzamiento del álbum: "Love & Girls", alcanzando el número cuatro en la lista Oricon y en el número tres en el Japan Hot 100, "Galaxy Supernova", alcanzando el puesto número tres en Oricon, así como el número cuatro en el Japan Hot 100 chart y "My Oh My".

## Antecedentes y desarrollo
El álbum se publicó físicamente en cuatro ediciones, cada una de las cuales contenía las mismas doce canciones.
Las cuatro ediciones también cuentan con tres portadas diferentes, con la edición limitada en Blu-ray y la edición limitada en DVD compartiendo la misma portada.

## Lanzamiento y promoción
El 25 de octubre de 2013, se reveló que Girls' Generation lanzará su tercer álbum japonés el 11 de diciembre. "Galaxy Supernova", "Love & Girls", "Do The Catwalk", "Lingua Franca",
"My Oh My" y "Beep Beep" (Cara B de "Flower Power") han sido publicadas antes del lanzamiento de este álbum.
Un espectáculo en vivo titulado posteriormente como Love & Peace tuvo lugar el 14 de diciembre de 2013, en el Yokohama Arena, con entradas distribuidas a través de una lotería disponible para aquellos que compraron el tercer álbum.
El álbum se puso inicialmente a disposición para pre-orden en iTunes para Hong Kong, India, Sri Lanka, Taiwán, y la mayor parte de Sudeste Asiático con "Motorcycle" disponible para su descarga inmediatamente después de la compra.
El álbum se promocionó con la gira Girls' Generation Japan 3rd Tour 2014, iniciada el 26 de abril de 2014, en Marine Messe Fukuoka, Fukuoka, Japón. La gira finalizó el 13 de julio de 2014, en Yoyogi National Gymnasium, Tokio, Japón.

## Sencillos
"Love & Girls" sirvió como sencillo principal de Love & Peace. Fue lanzado el 19 de junio de 2013 en Japón por Nayutawave Records y Universal Music Japan. El sencillo debutó en el número 4 de la Oricon Singles Chart japonesa, vendiendo 42.796 copias físicas en su primera semana de lanzamiento. También alcanzó el número 3 en el Japan Hot 100.
"Galaxy Supernova" debutó en el número cuatro de la Oricon Daily Singles Chart.
El sencillo consiguió vender 14.564 copias físicas en su segundo día logrando el primer puesto en la Oricon Daily Singles Chart.
Una semana después del lanzamiento, Galaxy Supernova consiguió vender 50.793 copias físicas.
"My Oh My" se lanzó digitalmente el 5 de noviembre de 2013, como sencillo promocional. El vídeo musical muestra a las chicas vestidas con trajes de colores brillantes, vengándose de un chico que engañó a su novia usando la magia para darle una lección. La canción "Motorcycle" fue lanzada como segundo sencillo promocional el 5 de diciembre de 2013.

## Recepción Crítica
Love & Peace" recibió críticas dispares de la crítica musical contemporánea.
El día de su lanzamiento físico, el álbum debutó en la Oricon Albums Chart diaria en el número uno. Tras la primera semana, con unas ventas de 129.000 unidades, debutó también en el número uno de la lista semanal Oricon y en el número dos de la lista Billboard de Japón. Por lo que el álbum obtuvo la certificación Gold de la Recording Industry Association of Japan (RIAJ).
Debido a su gran difusión en Japón, "Motorcycle" se situó en el número 54 de la lista Adult Contemporary Airplay de Billboard Japan, junto con "Marry You" de Bruno Mars, "Best Song Ever" de One Direction, "Yuki no Hana" de Mika Nakashima, y otras ocho canciones.
Todas las canciones del álbum se situaron en varias posiciones, del número diez al 126, en la Gaon Music Chart internacional surcoreana Gaon Singles Chart tras el lanzamiento. Love & Peace también debutó en el número diez y alcanzó su máximo en el número nueve con Shíjiān de gē (2013) de Cheer Chen y otros dos álbumes en la lista G-Music de álbumes de Taiwán. El álbum debutó en la lista mensual de álbumes Oricon en el número dos.

## Desempeño comercial
En el día de su lanzamiento físico, el álbum debutó en el diario de Oricon Albums Chart en el número uno. Después de la primera semana, con ventas que ascienden a cerca de 129.000, que debutó en el gráfico semanal de Oricon en el número uno, así y número dos en Billboard - Japón. Debido a la recepción radiofónica significativa en Japón, "Motorcycle ", trazado en el gráfico Adult Contemporary Airplay de Billboard - Japón en el número 54 , junto con "Marry You" de Bruno Mars, "Best Song Ever" por One Direction, "Yuki no Hana" por Mika Nakashima, y otras ocho canciones. Todas las canciones del álbum trazado en varias posiciones de número diez a 126 en la Tabla de Gaon internacional digital después de realizarse. El álbum cayó al número ocho en la lista Oricon y el número siete en la cartelera - Japón después de la segunda semana de su recorrido gráfico. En la tercera semana después de su lanzamiento , que se hundió en el número 19 en la lista Oricon.

## Lista de canciones
Adaptado de AllMusic.

| Standard edition |                                                         |                                                                                  |                                                                               |          |  |
| N.º              | Título                                                  | Escritor(es)                                                                     | Producer(s)                                                                   | Duración |  |
| 1.               | «Gossip Girls»                                          | Kanata Okajima, Andreas Öberg, Maria Marcus                                      | Andreas Öberg, Maria Marcus                                                   | 3:16     |  |
| 2.               | «Motorcycle»                                            | Marcus, Öberg                                                                    | Marcus, Öberg                                                                 | 3:31     |  |
| 3.               | «Flyers»                                                | Steven Lee, Sebastian Thott, Didrik Thott                                        | Sebastian Thott                                                               | 4:03     |  |
| 4.               | «Galaxy Supernova»                                      | Kamikaoru, Frederik Nordsø Schjoldan, Fridolin N. Schjoldan, Martin Hedegaard    | Kamikaoru, Frederik Nordsø Schjoldan, Fridolin N. Schjoldan, Martin Hedegaard | 3:09     |  |
| 5.               | «Love & Girls»                                          | Kamikaoru                                                                        | Erik Lidbom, Ronny Svendsen, Anne Judith Wik                                  | 3:07     |  |
| 6.               | «Beep Beep»                                             | Jeff Miyahara, Anne Judith Wik, Ronny Svendsen, Nermin Harambasic, Robin Jenssen | Dsign Music                                                                   | 3:21     |  |
| 7.               | «My oh My»                                              | Erik Lewander, Ylva Dimberg, Louis Schoorl                                       | Erik Lewander, Ylva Dimberg, Louis Schoorl                                    | 3:10     |  |
| 8.               | «Lips»                                                  | Daniel "Obi" Klein, Charlie Taft                                                 | Daniel "Obi" Klein, Charlie Taft                                              | 3:48     |  |
| 9.               | «Do the Catwalk»                                        | Junji Ishiwatari                                                                 | Kanata Okajima, Öberg, Marcus                                                 | 4:01     |  |
| 10.              | «Karma Butterfly»                                       | Grace Tither, Christian Vinten                                                   | Christian Vinten                                                              | 3:12     |  |
| 11.              | «Linguafranc» (Japonés: リンガ・フランカ Ringa Furanka) | Hidenori Tanaka, Agehasprings                                                    | Öberg, Hallgren Jon, Ylva Dimberg                                             | 3:07     |  |
| 12.              | «Everyday Love»                                         | Obie Mhondera, Tim Hawes, Katerina Bramley, Tom Diekmeier                        | Obie Mhondera, Tim Hawes, Katerina Bramley, Tom Diekmeier                     | 3:30     |  |
| 41:15            |                                                         |                                                                                  |                                                                               |          |  |

| Versión Limitada (Blu-ray) |                                  |          |  |
| N.º                        | Título                           | Duración |  |
| 1.                         | «Beep Beep»                      |          |  |
| 2.                         | «Love & Girls»                   |          |  |
| 3.                         | «Galaxy Supernova»               |          |  |
| 4.                         | «My Oh My»                       |          |  |
| 5.                         | «Making of 'Galaxy Supernova'»   |          |  |
| 6.                         | «Making of 'My Oh My'»           |          |  |
| 7.                         | «Japan 3rd Album Photo Shooting» |          |  |

| First Press Limited Edition (Blu-ray or DVD) |                                    |          |  |
| N.º                                          | Título                             | Duración |  |
| 1.                                           | «Beep Beep»                        |          |  |
| 2.                                           | «Love & Girls»                     |          |  |
| 3.                                           | «Love & Girls» (Dance version)     |          |  |
| 4.                                           | «Galaxy Supernova»                 |          |  |
| 5.                                           | «Galaxy Supernova» (Dance version) |          |  |
| 6.                                           | «My Oh My»                         |          |  |

## Charts and certifications

### Weekly charts
| Chart (2013–14)                       | Peak position |
| ------------------------------------- | ------------- |
| Japón (Oricon)                        | 1             |
| Japón Japanese Top Albums (Billboard) | 2             |

### Year-end charts
| Chart (2014)                          | Position |
| ------------------------------------- | -------- |
| Japón (Oricon)                        | 25       |
| Japón Japanese Top Albums (Billboard) | 40       |

## Historial de Lanzamiento
| País           | Fecha                   | Formatos             | Edición                     | Discográfica       |
| -------------- | ----------------------- | -------------------- | --------------------------- | ------------------ |
| Brunei         | 10 de diciembre de 2013 | Descarga digital     | Standard                    | Nayutawave Records |
| Cambodia       | 10 de diciembre de 2013 | Descarga digital     | Standard                    | Nayutawave Records |
| Hong Kong      | 10 de diciembre de 2013 | Descarga digital     | Standard                    | Nayutawave Records |
| India          | 10 de diciembre de 2013 | Descarga digital     | Standard                    | Nayutawave Records |
| Indonesia      | 10 de diciembre de 2013 | Descarga digital     | Standard                    | Nayutawave Records |
| Laos           | 10 de diciembre de 2013 | Descarga digital     | Standard                    | Nayutawave Records |
| Malaysia       | 10 de diciembre de 2013 | Descarga digital     | Standard                    | Nayutawave Records |
| Philippines    | 10 de diciembre de 2013 | Descarga digital     | Standard                    | Nayutawave Records |
| Singapore      | 10 de diciembre de 2013 | Descarga digital     | Standard                    | Nayutawave Records |
| Sri Lanka      | 10 de diciembre de 2013 | Descarga digital     | Standard                    | Nayutawave Records |
| Taiwan         | 10 de diciembre de 2013 | Descarga digital     | Standard                    | Nayutawave Records |
| Thailand       | 10 de diciembre de 2013 | Descarga digital     | Standard                    | Nayutawave Records |
| Vietnam        | 10 de diciembre de 2013 | Descarga digital     | Standard                    | Nayutawave Records |
| Japan          | 11 de diciembre de 2013 | CD, descarga digital | Standard                    | Nayutawave Records |
| Japan          | 11 de diciembre de 2013 | CD+DVD or Blu-ray    | First Press Limited         | Nayutawave Records |
| Japan          | 11 de diciembre de 2013 | CD+Blu-ray           | Limited                     | Nayutawave Records |
| Hong Kong      | 11 de diciembre de 2013 | CD+DVD or Blu-ray    | First Press Limited         | Nayutawave Records |
| South Korea    | 11 de diciembre de 2013 | Descarga digital     | Standard                    | S.M. Entertainment |
| Australia      | 13 de diciembre de 2013 | Descarga digital     | Standard                    | Nayutawave Records |
| New Zealand    | 13 de diciembre de 2013 | Descarga digital     | Standard                    | Nayutawave Records |
| Taiwan         | 18 de diciembre de 2013 | CD                   | Standard                    | Nayutawave Records |
| Taiwan         | 23 de diciembre de 2013 | CD+Blu-ray           | First Press Limited Edition | Nayutawave Records |
| Austria        | 12 de febrero de 2014   | Descarga digital     | standard edition            | Nayutawave Records |
| Belgium        | 12 de febrero de 2014   | Descarga digital     | standard edition            | Nayutawave Records |
| Brazil         | 12 de febrero de 2014   | Descarga digital     | standard edition            | Nayutawave Records |
| Denmark        | 12 de febrero de 2014   | Descarga digital     | standard edition            | Nayutawave Records |
| Germany        | 12 de febrero de 2014   | Descarga digital     | standard edition            | Nayutawave Records |
| Finland        | 12 de febrero de 2014   | Descarga digital     | standard edition            | Nayutawave Records |
| Greece         | 12 de febrero de 2014   | Descarga digital     | standard edition            | Nayutawave Records |
| Hungary        | 12 de febrero de 2014   | Descarga digital     | standard edition            | Nayutawave Records |
| Ireland        | 12 de febrero de 2014   | Descarga digital     | standard edition            | Nayutawave Records |
| Italy          | 12 de febrero de 2014   | Descarga digital     | standard edition            | Nayutawave Records |
| Netherlands    | 12 de febrero de 2014   | Descarga digital     | standard edition            | Nayutawave Records |
| Norway         | 12 de febrero de 2014   | Descarga digital     | standard edition            | Nayutawave Records |
| Poland         | 12 de febrero de 2014   | Descarga digital     | standard edition            | Nayutawave Records |
| Portugal       | 12 de febrero de 2014   | Descarga digital     | standard edition            | Nayutawave Records |
| Spain          | 12 de febrero de 2014   | Descarga digital     | standard edition            | Nayutawave Records |
| Sweden         | 12 de febrero de 2014   | Descarga digital     | standard edition            | Nayutawave Records |
| Switzerland    | 12 de febrero de 2014   | Descarga digital     | standard edition            | Nayutawave Records |
| United Kingdom | 12 de febrero de 2014   | Descarga digital     | standard edition            | Nayutawave Records |